# هوکی، توتوری
هوکی، توتوری (به لاتین: Hōki, Tottori) یک منطقهٔ مسکونی در ژاپن است که در Saihaku District واقع شده‌است. هوکی ۱۳۹٫۴۴ کیلومترمربع مساحت و ۱۱٬۰۷۱ نفر جمعیت دارد.